# Miloš Tomić (giocatore di football americano)
Miljan Džogazović (...) è un giocatore di football americano serbo, che gioca nel ruolo di offensive lineman per i Beograd Vukovi.